# Honda Elysion
 (mars 2016).
Si vous disposez d'ouvrages ou d'articles de référence ou si vous connaissez des sites web de qualité traitant du thème abordé ici, merci de compléter l'article en donnant les références utiles à sa vérifiabilité et en les liant à la section « Notes et références ».
La Honda Elysion est un monospace vendu au Japon, rival des Nissan Elgrand et Toyota Alphard. 
Il peut être en traction ou en quatre roues motrices. Il existe une version haut de gamme appelée Prestige motorisée par un V6 3,5 litres essence de 279 ou 300 ch. 